# 矢留大神宮
矢留大神宮（やどみだいじんぐう）は、福岡県柳川市矢留町にある神社。単に大神宮とも呼ばれる。祭神は天照皇大神。旧社格は村社。

## 六騎神社
矢留大神宮の境内に明治30年（1897年）10月に創建された。両社併記の六騎・矢留大神宮と表されることもある。
祭神である「六騎」とは壇ノ浦で敗北した平家一族の難波善長（平益信）、加藤藤内（平正勝）、是永多七（平政直）、浦川天ケ左衛門（平高矩）、鳴神藤助（平親英）、若宮兵七（平清貞）とされる。

## 画像

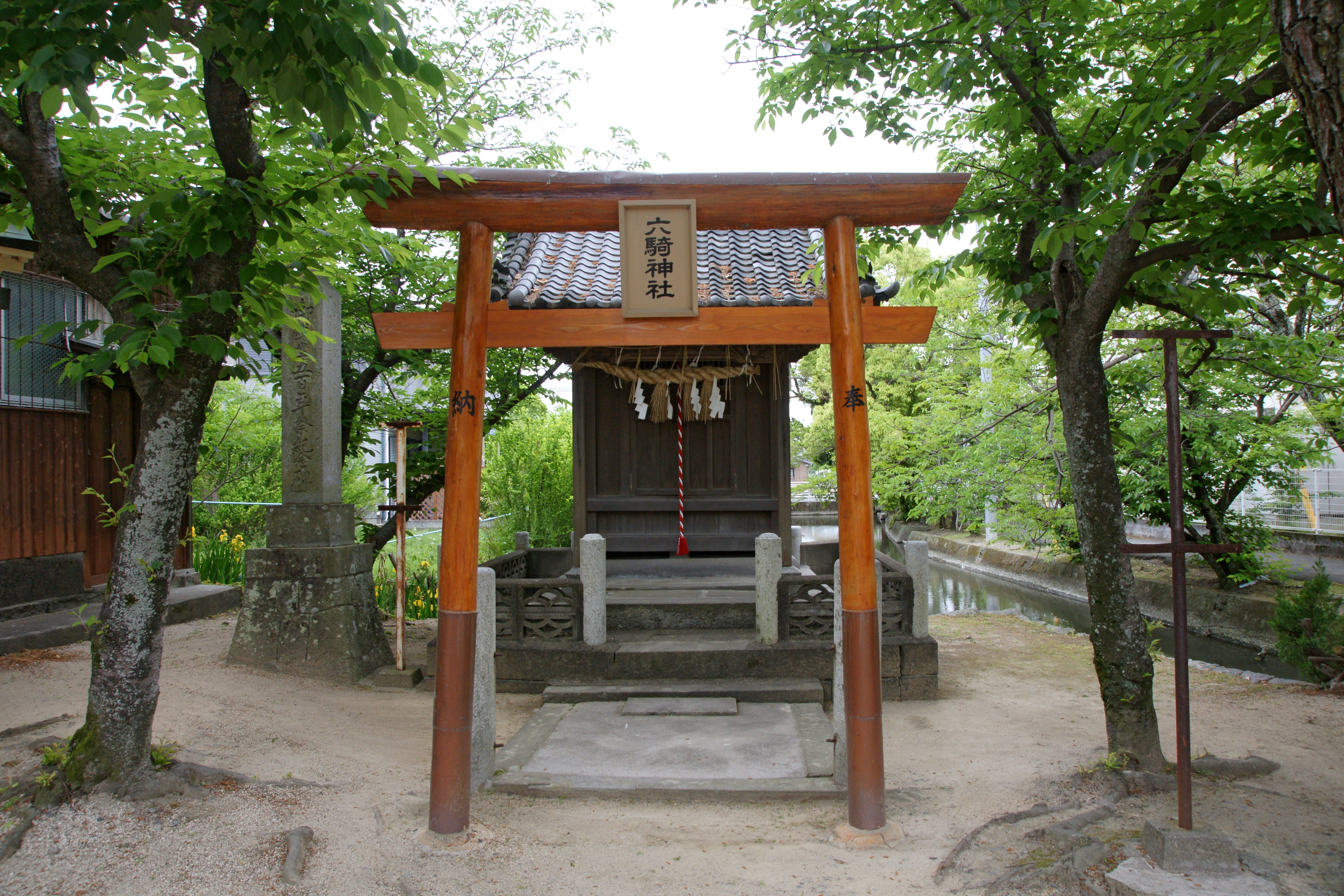
六騎神社
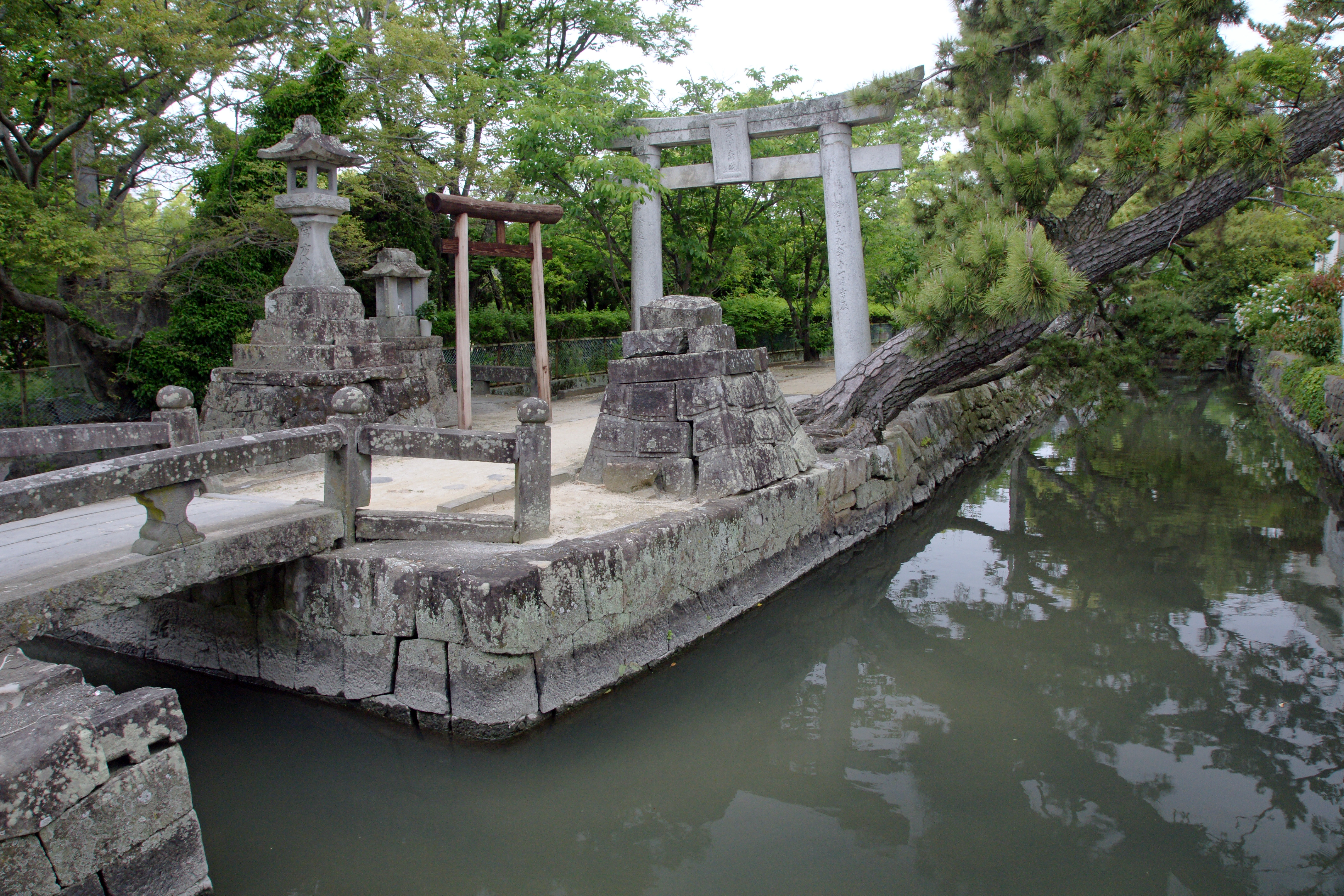
参道

## 交通アクセス
- 西鉄天神大牟田線柳川駅下車の上、
  - 西鉄バス「早津江」行きに乗車、「水天宮入口」バス停にて下車、徒歩7分
  - 同バス「早津江」行き、または「柳川病院循環」に乗車、「御花前」バス停にて下車、徒歩7分
  - 堀川バス「かんぽの宿柳川」行きに乗車、終点の同バス停にて下車、徒歩8分
  - 同駅よりタクシーで約10分

## 周辺
- 白秋詩碑苑 - 北原白秋「帰去来」詩碑がある。
- 矢留小学校 - 北原白秋の母校。
- 北原白秋生家
- 北原白秋記念館